# Domenico Battaglia

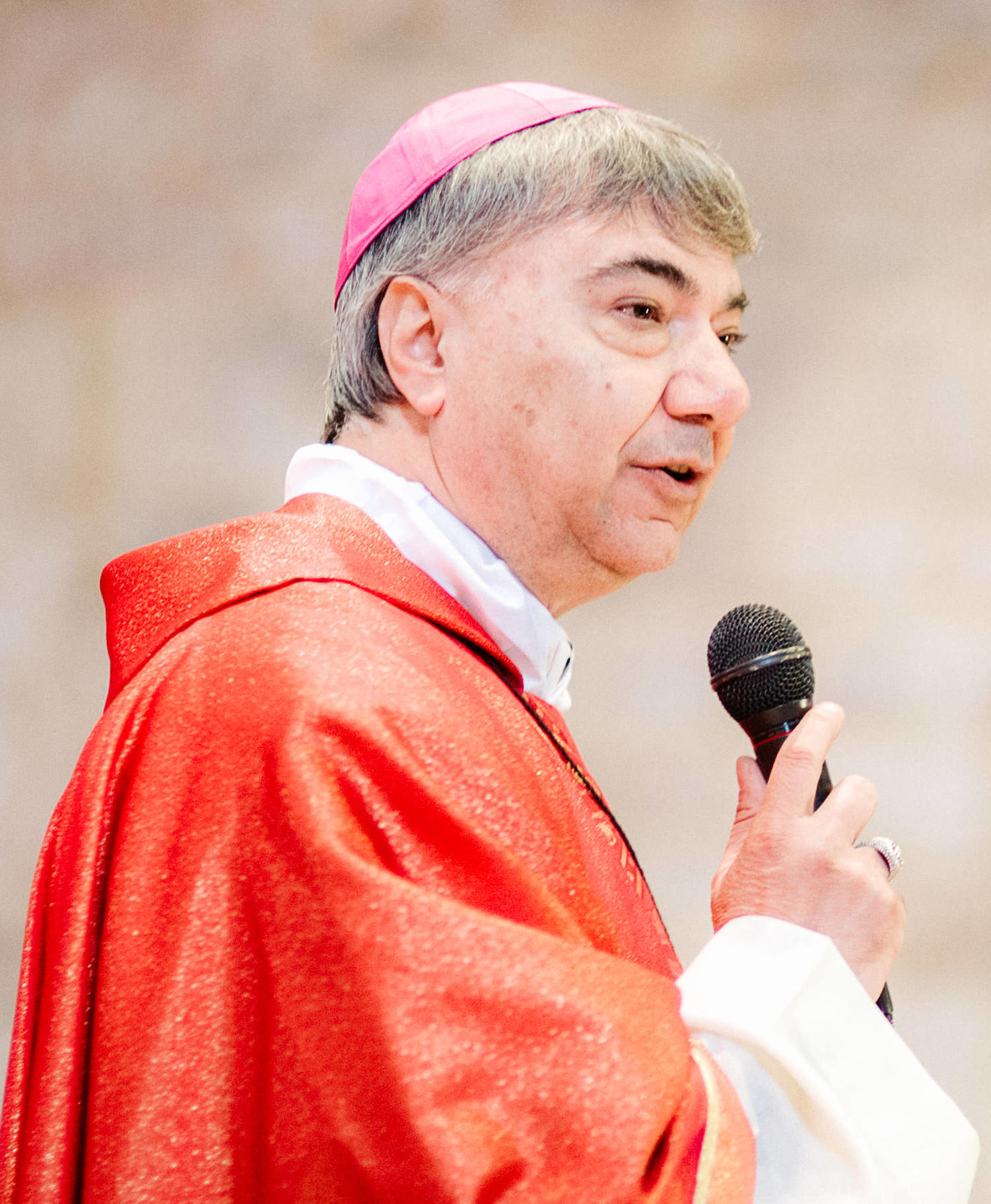
Domenico Battaglia (2018)

Wappen von Domenico Battaglia als Kardinal und Erzbischof von Neapel

Domenico Kardinal Battaglia (* 20. Januar 1963 in Satriano, Italien) ist ein italienischer Geistlicher und seit 2020 römisch-katholischer Erzbischof von Neapel.

## Leben
Domenico Battaglia absolvierte seine philosophisch-theologischen Studien am Priesterseminar San Pio X in Catanzaro. Er wurde am 8. August 1987 zum Diakon geweiht und empfing am 6. Februar 1988 das Sakrament der Priesterweihe für das Erzbistum Catanzaro-Squillace.
Von 1989 bis 1992 war er Rektor des Vorseminars in Catanzaro und Mitglied der Diözesankommission für Gerechtigkeit und Frieden. Anschließend war er in verschiedenen Aufgaben in der Pfarrseelsorge und karitativen Funktionen tätig. Unter anderem war er von 2006 bis 2015 Präsident der italienischen Vereinigung Therapeutischer Gemeinschaften. Bereits seit 1992 ist er Präsident des Kalabrischen Solidaritätszentrums. Im Jahr 2008 wurde er zum Domkapitular an der Kathedrale von Catanzaro ernannt.
Am 24. Juni 2016 ernannte ihn Papst Franziskus zum Bischof von Cerreto Sannita-Telese-Sant’Agata de’ Goti. Der Erzbischof von Catanzaro-Squillace, Vincenzo Bertolone SDP, spendete ihm am 3. September desselben Jahres die Bischofsweihe. Mitkonsekratoren waren sein Amtsvorgänger Michele De Rosa, der Erzbischof von Campobasso-Boiano, Giancarlo Maria Bregantini CSS, und die emeritierten Erzbischöfe von Catanzaro-Squillace, Antonio Cantisani und Antonio Ciliberti. Die Amtseinführung im Bistum Cerreto Sannita-Telese-Sant’Agata de’ Goti fand am 2. Oktober 2016 statt.
Am 12. Dezember 2020 ernannte ihn Papst Franziskus zum Erzbischof von Neapel. Die Amtseinführung fand am 2. Februar des folgenden Jahres statt. Das Bistum Cerreto Sannita-Telese-Sant’Agata de’ Goti verwaltete er bis zur Amtseinführung seines Nachfolgers am 12. Juni 2021 weiter als Apostolischer Administrator.
Im Konsistorium am 7. Dezember 2024 nahm ihn Papst Franziskus als Kardinalpriester von San Marco in Agro Laurentino ins Kardinalskollegium auf. Bei der Ankündigung des Konsistoriums am 6. Oktober war Battaglia noch nicht auf der Liste der neuen Kardinäle, sondern wurde am 4. November nachnominiert.
Am 11. Januar 2025 berief ihn der Papst zum Mitglied der Sektion für die Erstevangelisierung und die neuen Teilkirchen des Dikasteriums für die Evangelisierung. Nach dem Tod von Papst Franziskus nahm Kardinal Battaglia am Konklave 2025 teil, das Leo XIV. wählte.

## Stellungnahmen
Anlässlich seiner Amtsübernahme am 2. Februar 2021 sagte Battaglia in einem Interview mit der katholischen Tageszeitung Avvenire der Camorra und allen Mafiagruppen den Kampf an. Im Kampf gegen alle Arten von Mafia halte er zwei Dinge für wesentlich: „Partei ergreifen und aufklären auf allen Ebenen.“ Die Kirche habe in diesem Kampf „eine prophetische Rolle zu spielen.“
„Die Pandemie hat sicherlich die Ungleichheiten exponentiell vergrößert und in den Wunden der sozialen Ungerechtigkeit nistet das Virus der Mafiagruppen... Die einzige Waffe, die wir haben, ist, dass wir alle, Kirche und Staat, die verlorene Glaubwürdigkeit wiederfinden. Jene Glaubwürdigkeit, die nur durch konkretes Engagement für die Bedürfnisse der Menschen entstehen kann. Angefangen bei den Jugendlichen und jungen Menschen in Schwierigkeiten, die mehr als andere Gefahr laufen, in den Bann des Camorra-Systems zu geraten.“ so Erzbischof Battaglia wörtlich.